# Parc national San Guillermo
Le parc national San Guillermo est situé dans le département d'Iglesia à l'extrémité Nord de la province argentine de San Juan, en pleine cordillère des Andes, à 450 km de la capitale provinciale San Juan. Il a été créé en 1998 dans le but de sauvegarder la portion de Puna située sur le territoire de la province, et qui constitue la partie la plus australe de la Puna andine.

## Description
Le parc national a une superficie de 170 000 ha ou 1 700 km2. Aux alentours a été créée la réserve de biosphère San Guillermo ancienne réserve provinciale, sous les auspices de l'UNESCO.
En additionnant la réserve de biosphère (811 460 ha) avec le parc national (170 000 ha), ce sont 981 460 ha de l'aire la plus australe de la Puna (semi-désert d'altitude de l'Amérique du Sud) qui se trouvent ainsi protégés, comprenant trois régions phyto-géographiques :
- la forêt de feuillus et d'épineux de la Pré-puna ;
- les steppes de la Puna ;
- les steppes des hautes montagnes des Andes (stappes altoandines).

Grâce à la juxtaposition de ces deux zones protégées contigües, les populations de guanacos et de vigognes sont en train de récupérer (en 2006).

## Flore
On y trouve une végétation très particulière, liée à la sècheresse de l'air, au manque d'humidité, et à la froideur de ces terres.

## Faune

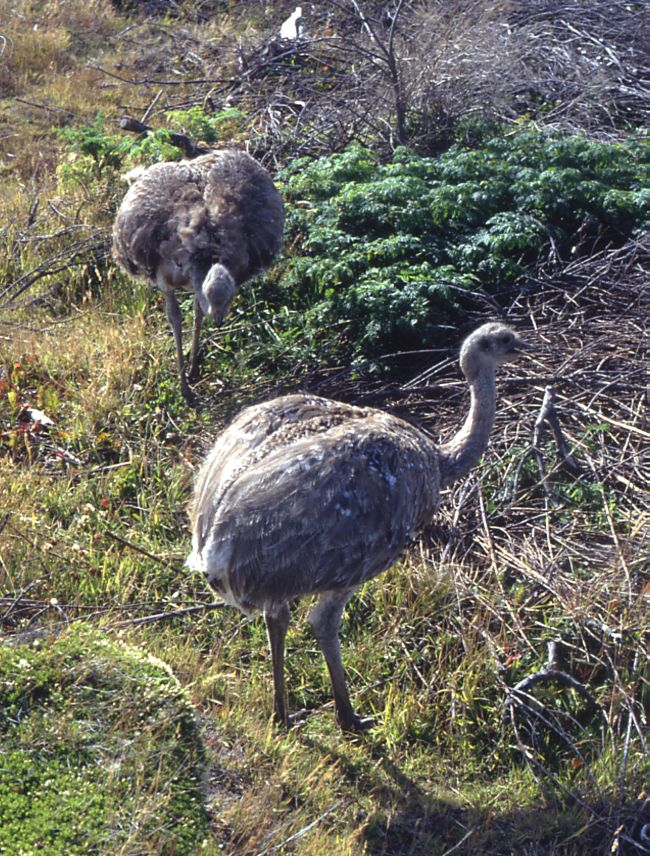
Nandous de Darwin

La faune aussi y est très spécifique, et en son sein des animaux précieux, actuellement menacés.
Les espèces animales principales protégées dans le parc sont la vigogne, le nandou de Darwin (ou Pterocnemia pennata appelé localement suri) et le guanaco.